# Сидър (окръг, Мисури)
Окръг Сидър (на английски: Cedar County) е окръг в щата Мисури, Съединени американски щати. Площта му е 1292 km², а населението - 13 733 души (2000). Административен център е град Стоктън.